# Eleocharis migoana
Eleocharis migoana är en halvgräsart som beskrevs av Jisaburo Ohwi och Tetsuo Michael Koyama. Eleocharis migoana ingår i släktet småsäv, och familjen halvgräs. Inga underarter finns listade i Catalogue of Life.